# John Iliffe
John Iliffe (1 de mayo de 1939) es un historiador británico, especialista en la historia de África.  Iliffe es profesor en el Saint John's College de la Universidad de Cambridge. En 1988 fue galardonado en Estados Unidos con el Premio Herskovits a la mejor obra académica en inglés por su libro, The African Poor: A History.

## Obras destacadas
- Africans: The history of a continent
- Tanganyika under German rule, 1905-1912
- The African Poor: A History
- East African doctors: a history of the modern profession
- A Modern History of Tanganyika
- Honour in African history
- Famine in Zimbabwe, 1890-1960
- The emergence of African capitalism
- Obasanjo, Nigeria and the world
- A History: The African AIDS Epidemic